# 小口孔首麗體魚
小口孔首麗體魚（学名：Trematocranus microstoma）為輻鰭魚綱鱸形目隆頭魚亞目慈鯛科的其中一種，分布於非洲馬拉威湖流域，為特有種，體長可達23.2公分，棲息在沿岸淺水域，以昆蟲幼蟲及甲殼類為食，生活習性不明，可作為觀賞魚。
其种加词“microstoma”意为“小口的”。